# 法輪

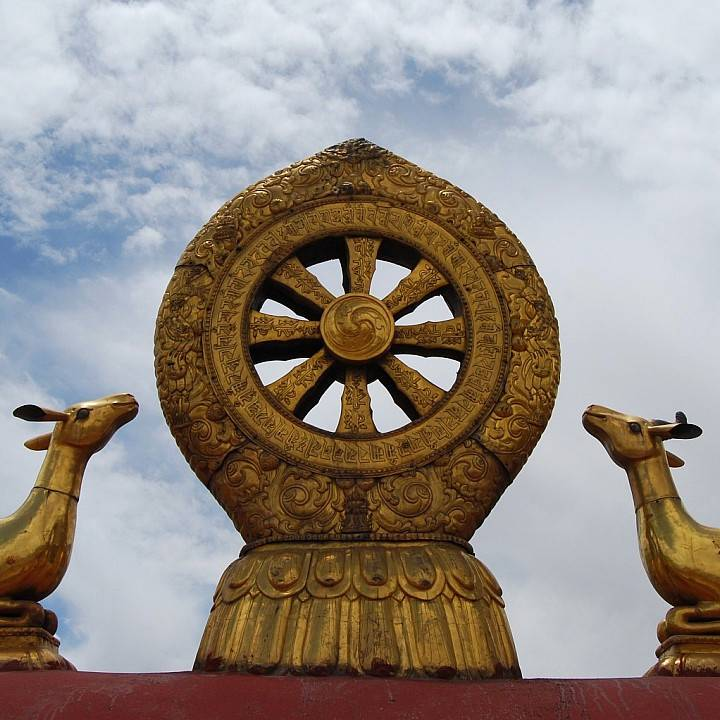
チベットの法輪。八正道のシンボルとされる事から８支柱となっている

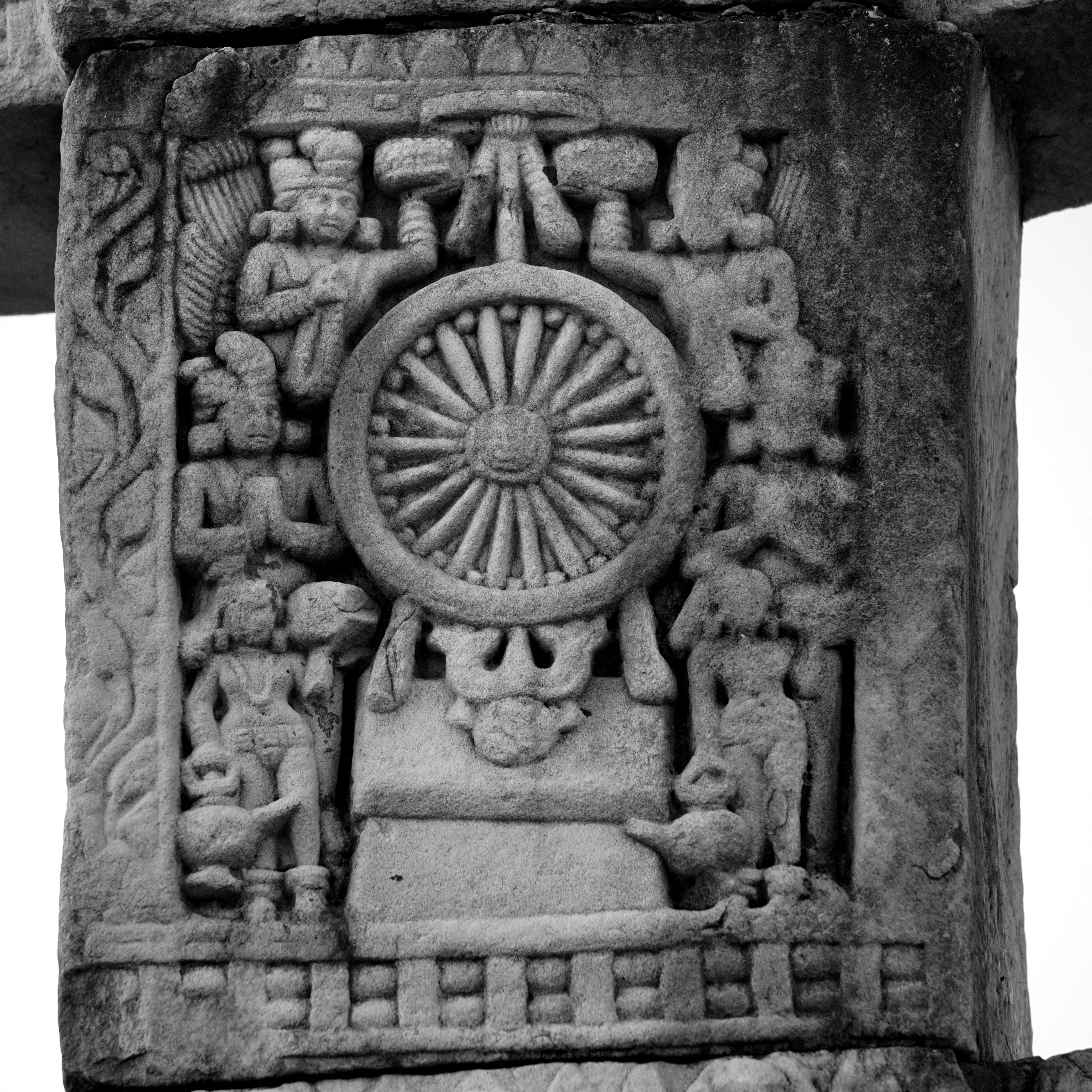
紀元前3世紀ごろのサンチー遺跡の法輪。17支柱で円から外の突起物はない意匠になっている。Buddha represented by Dharmacakra, :en:Sanchi Stupa no. 3.

法輪（ほうりん、梵: dharma-cakra）は、仏陀の説法に出てくるたとえ話。後に仏教の教義そのものの図形化とされ、仏教の象徴とされた。

## 概要
仏陀が仏法の教義一つ一つが、車輪を支える柱として存在し、その教えが車輪のように回転して人々を救いまた仏教が広まっていく様を例えた説法があり、それを後に図案化したものが法輪である。この際仏陀は法輪の形状を事細かに説明しなかったために、国・時代・地域・宗派によりこの法輪の図案は微妙に違い、紀元前２～３世紀の発掘品では支柱が17本の法輪などが出ているが、アフガニスタンやチベットより東、中国日本を含む諸国では、この仏教の教義でより重要なのは何かと仏教教義が再整理されて特に釈迦が説いた四諦・八正道が重要との解釈から、法輪の支柱は8本化し、また法輪が四諦や八正道の別称とも解釈された。なお、「輪」とは車輪とされる説が多いが、古代インドの投擲武器であるチャクラムのこととする説や太陽の象徴とする説もある。人々が僧侶から説かれた仏教の教義を信じることによって自らの煩悩が打ち消されるさまを、その破邪の面を特に強調して、転輪聖王の7種の宝具の1つであるチャクラムに譬えた表現であるともされる。アショーカ王の時代だと法輪を回す者が「王」の代名詞として使われ、古代インドでは正しい支配者の象徴としても扱われた。なお、現在インド国旗にはこのアショーカ王のレリーフとも称されるインド5世紀ごろの法輪をモチーフにしているが、後に支柱数を変更してインド国旗に転用されたレリーフは仏教のシンボルとしての法輪というよりは、インド統一王朝のシンボルとしての意味を重視されて使用されている。

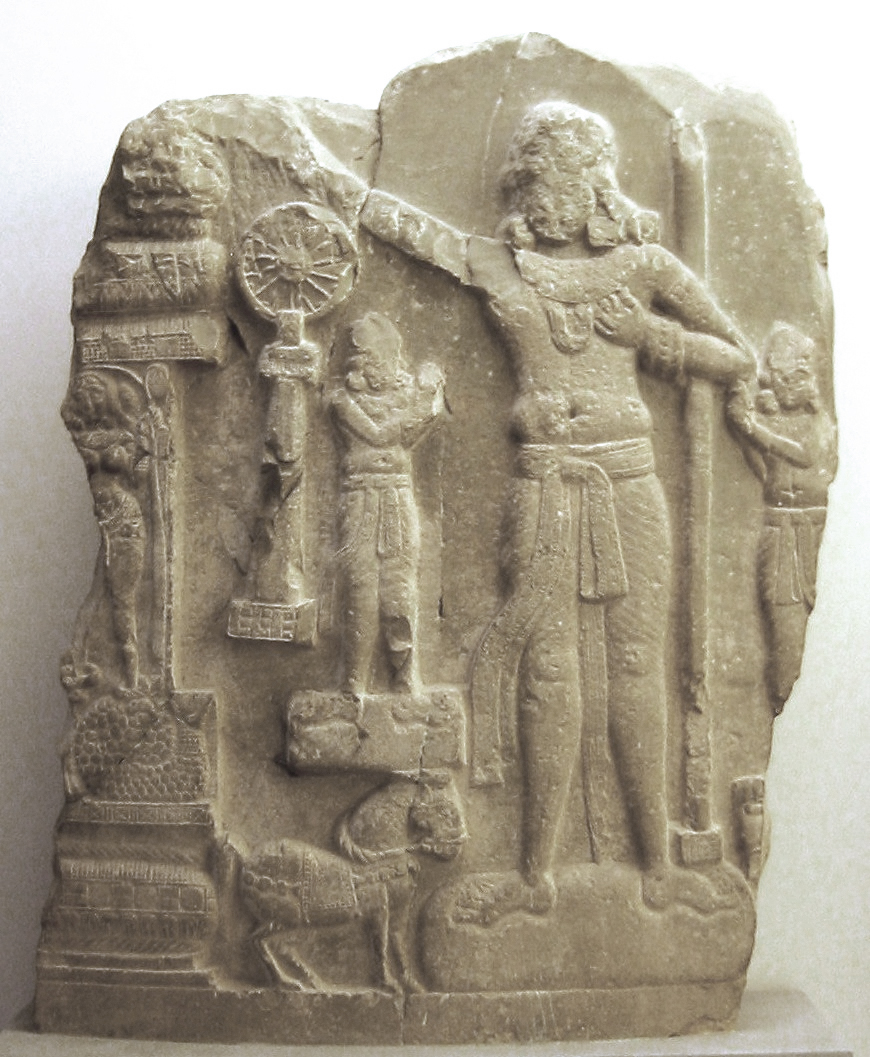
転輪聖王の石レリーフ、アショーカ王と思われる（紀元前1世紀）この時点では17の支柱となっている

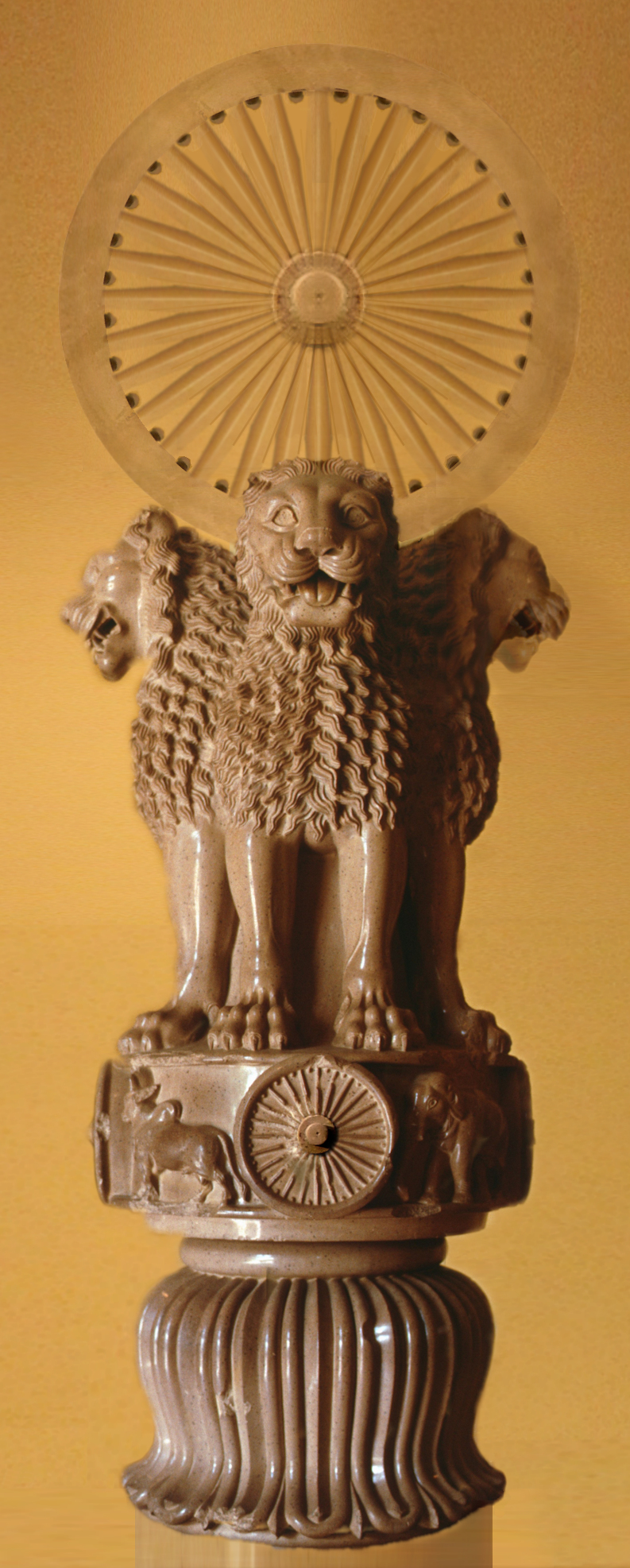
5世紀ごろインド・5世紀サルナートの法輪を現代に復元したもの。３２支柱。アショーカ王のレリーフとも称される

後に仏陀が説いた十二因縁とその縁起かならる24支柱のアショーカ・チャクラなども図形化された。法輪から派生し現代では統一インドの象徴としても使用されているアショーカ・チャクラは、既に仏教の象徴としての法輪とは別のものとの解釈も、また同じ仏教起源の同じ法輪ともどちらも解釈が可能だが、アショーカ・チャクラを法輪と同一と見なすか派生した既に異なる物とみなすかの統一見解は出ていない。

インドの国旗に描かれたアショーカ・チャクラ。24支柱、インド国旗に転用された

ともかく元々の法輪そこからは、仏教では教義（法輪）を他人に伝えること（転）を転法輪と言うようにもなり、特に釈迦がサールナート（仙人堕処）鹿野苑（施鹿林）で元の修行仲間5人に最初に教義を説いた出来事を初転法輪と言う。その後、三転十二行相を説いたともされる。
法輪は仏教の教義を示す物として八方向に教えを広める車輪形の法具として具現化され、卍と共に仏教のシンボルとして信仰され、寺院の軒飾りにも使用された。また、中国では道教にも取り入れられ、教義を示す用語として使用されている。欧米ではキリスト教が十字架という宗教を象徴した明確なシンボルマークがある事から、仏教などに対してもその宗教を象徴するシンボルマークがあるのが当然との理解から、仏教を象徴するシンボルマークを求められる事があり、仏教にそれに該当するものが無く、比較的それに近い法輪が仏教全般を象徴するマークとして使用される例が欧米で増えてきており、文字コードUnicodeのU+2638には6支柱の法輪が文字コードとして登録され、またWikipediaにおいては8支柱の法輪図形が仏教を象徴する図案として使用されている。

## 法輪一覧

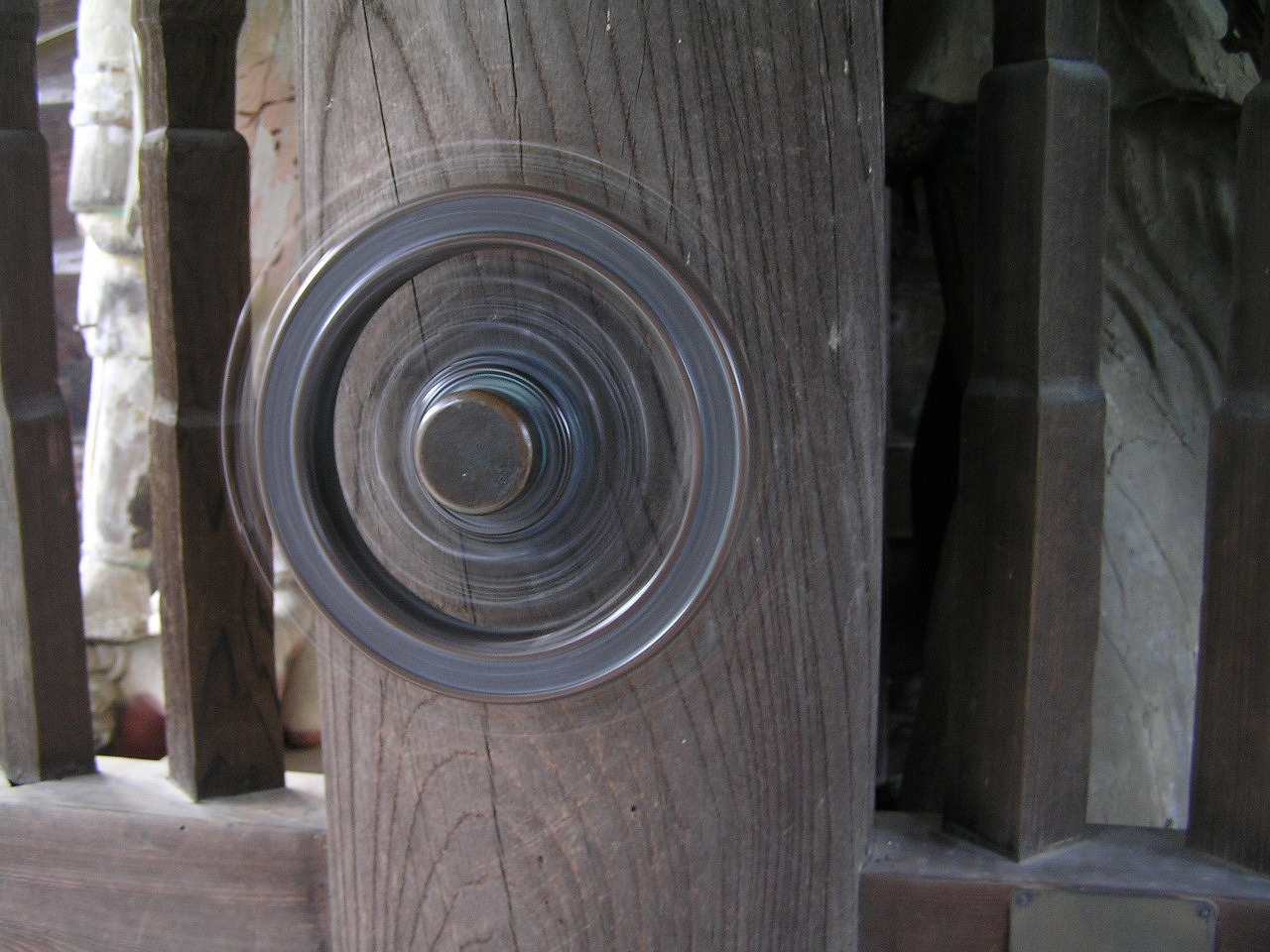
兵庫県西脇市西林寺の回る法輪
中央に法輪がデザインされているインドの国旗
八正道を示した法輪
現代の意匠化された法輪 Wheel of Dharma symbol
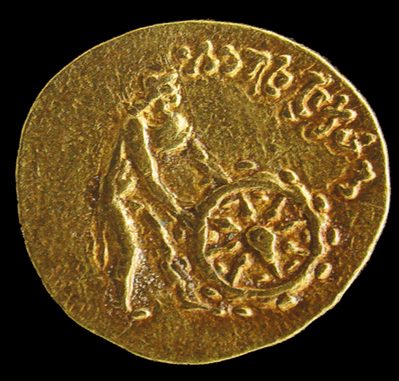
アフガニスタンで発掘された紀元前50-30年ごろのコインに描かれた法輪。8支柱で円より外の突起物が描かれているen:Afghanistan

## 符号位置
| 記号 | Unicode | JIS X 0213 | 文字参照         | 名称            |
| ---- | ------- | ---------- | ---------------- | --------------- |
| ☸    | U+2638  | -          | &#x2638; &#9784; | WHEEL OF DHARMA |